# شیداره-زاکورا
شیداره-زاکورا (به ژاپنی: シダレザクラ) نام علمی (Cerasus spachiana f. spachiana) به مجموعه‌ای از درختان ساکورا که دارای شاخه‌های نرم هستند، گفته می‌شود.